# CobolScript
CobolScript è un linguaggio di scripting basato su COBOL. CobolScript ha una sintassi familiare ai programmatori COBOL ed è utilizzato per la conversione di dati, creare interfacce batch e per lo scripting lato server. Esistono versioni di CobolScript per Microsoft Windows, Linux, SunOS e FreeBSD.

## Hello world
Il programma seguente produce il codice HTML di una semplice pagina web che stampa a schermo la scritta "Hello world" e può essere fatto girare su un server web (lo standard output viene redirezionato al browser web).
```
      * Programma "Hello world"                                   

      *

      
 
DISPLAY 
`
Content-type
:
 
text
/
html
`
.

      
 
DISPLAY
 
LINEFEED
.

      
 
DISPLAY 
`
<
HTML
><
BODY
>
`
.

      
 
DISPLAY 
`
<
H1
>
Hello
 
World
</
H1
>
`
.

      
 
DISPLAY 
`
</
BODY
></
HTML
>
`
.

```